# Artéria gástrica esquerda
Na anatomia humana, a artéria gástrica esquerda sai do tronco celíaco e percorre a porção superior da curvatura menor do estômago, enquanto a artéria gástrica direita supre a porção inferior da mesma curvatura. Logo, a artéria gástrica esquerda nutre o estômago na sua curvatura menor e também a porção mais inferior do esôfago.

## Imagens adicionais

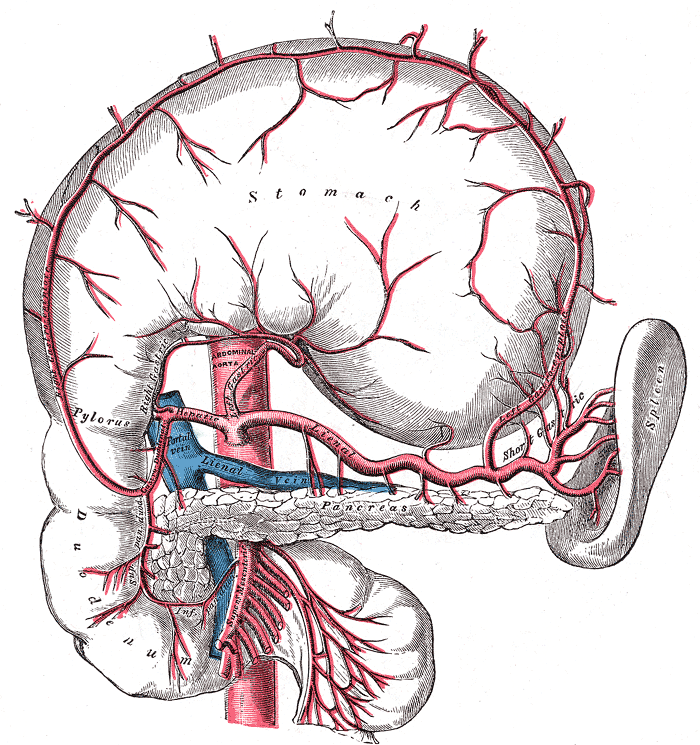
A artéria celíaca e seus ramos; o estômago foi levantado e o peritônio foi removido.